# Pissotchyn
Pissotchyn (ukrainien : Пісочин) est une commune urbaine de l'oblast de Kharkiv, en Ukraine. Elle compte 23 616 habitants en 2021.

## Géographie
La commune de Pissotchyn se situe au bord de la rivière Oudy, affluent de la rivière Donets, dans le bassin hydrographique du fleuve Don. Elle se trouve à 8 kilomètres au sud-ouest de la ville de Kharkiv.